# Murgasch-Gletscher
Der Murgasch-Gletscher (bulgarisch ледник Мургаш lednik Murgasch) ist ein 4 km langer und 5 km breiter Gletscher auf Greenwich Island im Archipel der Südlichen Shetlandinseln. Er liegt östlich und südlich des Lloyd Hill, westlich des Tile Ridge und mündet mit südlicher Fließrichtung zwischen dem Telerig-Nunatak und dem Triangle Point in die McFarlane Strait.
Die bulgarische Kommission für Antarktische Geographische Namen benannte ihn 2005 nach einem Berg im bulgarischen Teil des Balkangebirges.